# Євграфов Павло Борисович
Павло́ Бори́сович Євгра́фов (22 жовтня 1944, Москва — 4 листопада 2015) — український правник. Кандидат юридичних наук. Доцент. Заслужений юрист України. Суддя (1997—2006), Заступник Голови (1999—2002) Конституційного Суду України.

## Біографія
1971 року закінчив Харківський юридичний інститут (нині — Національна юридична академія України імені Ярослава Мудрого). У 1971—1991 роках працював у рідному виші як аспірант, асистент, старший викладач, доцент кафедри теорії держави і права.
У 1991—1994 роках працював завідувачем державно-правового відділу Секретаріату Верховної Ради Автономної Республіки Крим, у 1995—1997 роках — керівником юридичної служби Представництва Президента України в Автономній Республіці Крим.
У червні 1997 року Верховна Рада України призначила Євграфова суддею Конституційного Суду України. 19 жовтня 1999 року на спеціальному пленарному засіданні Конституційного Суду України Павла Борисовича обрали заступником Голови Конституційного Суду України. Виконував ці обов'язки до 18 жовтня 2002 року. Припинив повноваження судді Конституційного Суду України з 25 липня 2006 року.
Брав участь у розробці проєкту Конституції України, законопроєкту «Про всеукраїнський і місцеві референдуми», «Про власність» тощо. Автор понад 70 наукових праць з питань теорії системи права, законотворчості, правової держави.